# Vincenzo Merighi
Vincenzo Merighi (Parma, 7 dicembre 1795 – Milano, 29 settembre 1849) è stato un compositore e violoncellista italiano.

## Biografia
Fu uno dei più celebri professori di violoncello del Conservatorio di Milano. Tra i suoi allievi vi furono Carlo Alfredo Piatti e Guglielmo Quarenghi.
Tra le composizioni di Merighi: 
- Divertimento per violoncello o viola, con accompagnamento di pianoforte o quartetto d'archi
- Divertimento e variazioni, con accompagnamento di pianoforte o quartetto d'archi
- Concertino per violoncello o viola e pianoforte

Compose anche capricci, sonate e altre opere.